# Gloster Meteor
El Golster Meteor va ser el primer avió de reacció que van disposar les forces aliades, i més concretament la RAF. Segons estableixen molts historiadors, junt amb el Messerschmitt Me 262 van representar el començament de la fi dels motors de pistó en els avions de caça a l'aviació.
També és bo ressenyar, que aquest avió, no es va enfrontar directament mai, amb el seu oponent, el Messerschmitt Me 262, respecte al què era menys veloç i més pesant, i probablement pitjor armat, ja que era considerat com un gran secret per l'exèrcit angles, que el feia servir principalment per l'abatiment de les tristament famoses V-1.

## Història
Tot va començar el 1937, quan l'enginyer aeronàutic Sir Frank Whittle va començar les proves del seu prototip de motor de reacció que des de feia temps intentava posar a punt, a la seva companyia Power Jets Ltd. El 28 d'abril de 1939 va entrar en contacte amb Gloster Aircraft Company. i amb George Carter cap de disseny aeronàutic de la companyia, i en el transcurs de la segona guerra, van polir el disseny del nou avió, que en principi s'havia de dir Thunderbolt, però per tal de no confondre'l amb el Republic P-47 Thunderbolt, el van rebatejar com a Meteor.
No va ser fins al 5 de març de 1943, que el tinent Philip "Gerry" Sayer es va enlairar de l'aeroport de la RAF a Cranwell amb el prototip anomenat com Gloster F.9/40 Meteor, que havia encomanat el ministeri de l'aire mitjançant l'especificació E.28/39. Aquest era el cinquè prototip produït, ja que en els anteriors, s'havien presentat molts problemes amb la construcció de les turbines, que en principi es van confiar a les De Havilland Halford H.1 turbojet, encara que més tard, aquests turboreactors es van reservar per als avions de construcció pròpia.
El govern va fer una comanda de 20 aparells que van ser distribuïdes entre diversos estaments, que els van fer servir per provar diversos nous aparells, d'acord amb el nou disseny, que representava l'avió. Aquest model es va anar reformant d'acord amb el desenvolupament de l'aviació. També és de destacar la venda a diversos països i la llarga permanència del model.
Els primers ”Meteor” van entrar en servei, en la RAF el juliol de 1944 a l'esquadró núm. 616, i el seu principal paper era interceptar les bombes volants V-1.

## Detalls constructius

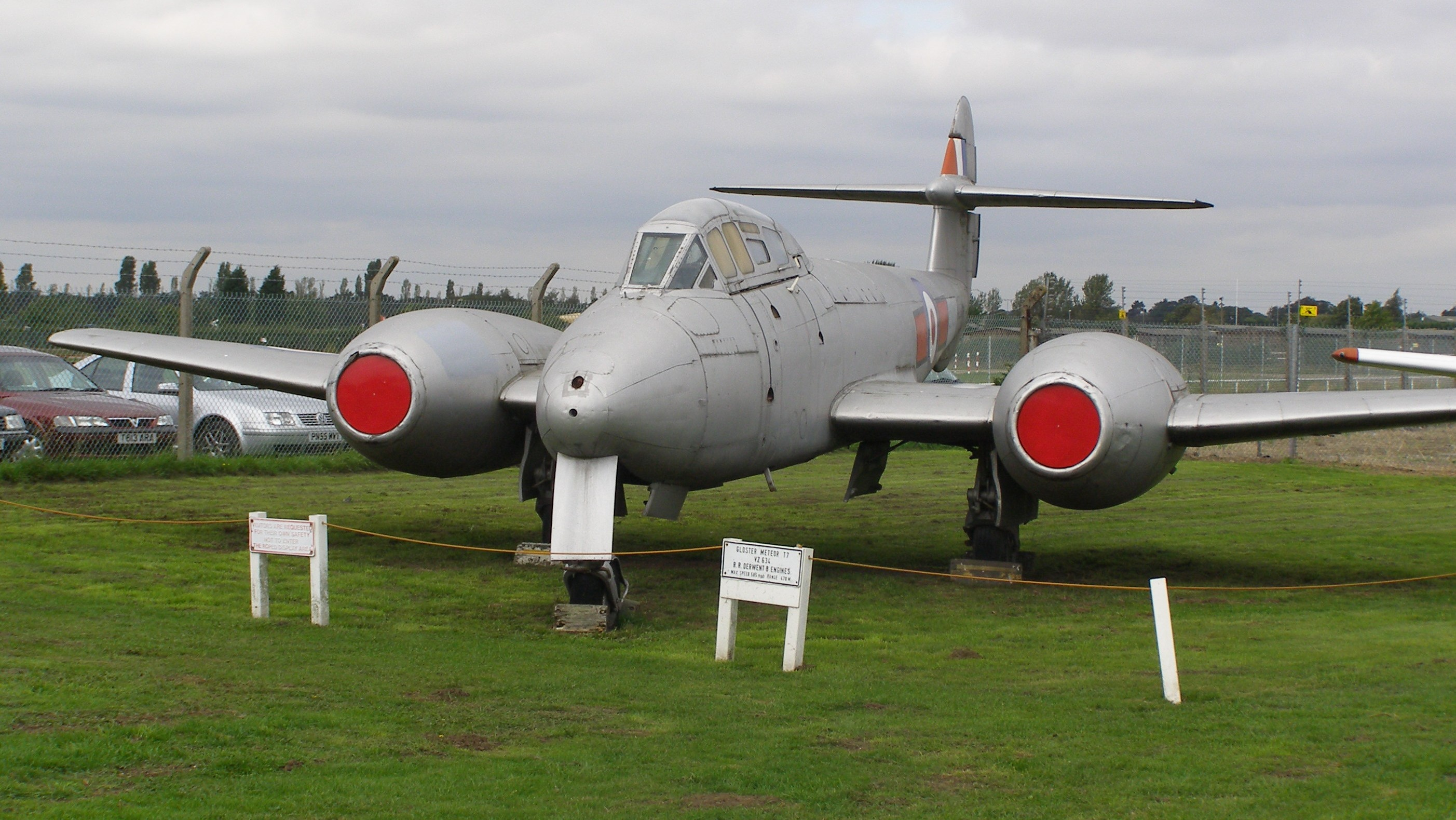
Foto del 2008, d'un "Meteor" exposat en Newark Air Museum, d'Anglaterra.

Estem davant d'un avió una mica peculiar, es tracta d'un avió d'ala baixa bireactor amb les góndoles encastades a les ales. El fuselatge presenta un perfil molt similar als avions de l'època sense angles i arrodonit, la secció és quadrada quasi pentagonal, i està format per tres seccions de construcció semi monocasc. La primera secció, compren el "morro" amb l'armament, la part davantera del tren d'aterratge i la cabina completament blindada, la segona és la part de l'arrel de les ales i compren els dipòsits de combustible de 1.480 l de capacitat total, que es podien ampliar amb dipòsits rebutjables, de 818 l el ventral i dos de 454 l sota les ales.
Les ales presentaven una planta de doble trapezi el primer, fins a les góndoles dels motors amb un angle gaire agut, i més acusat les semi-ales exteriors. També presentaven un doble díedre de 52' (minuts) el primer tram, per 6º el segon. Acabaven en una part plana. De la part de sota i en una posició endarrerira, en la secció d'entre el fuselatge i les góndoles, s'obrien els frens aerodinàmics
Pel que fa a altres parts de l'avió cal mencionar a la motorització, encomanada a dues turbines Rolls Royce Derwent, amb doble compressor centrífug, 9 cambres de combustió i turbina d'una sola etapa, que proporcionaven una empenta de 907 kg a plena potència cadascuna. Respecte al tren d'aterratge, es tractava d'un tren tricicle avançat com el que utilitzava el seu homònim (Me 262), i es continua utilitzant comunament. Per descomptat, totes les superfícies de control de vol eren metàl·liques, i disposaven de contrapesos i correctors (trimmers)

## Característiques tècniques

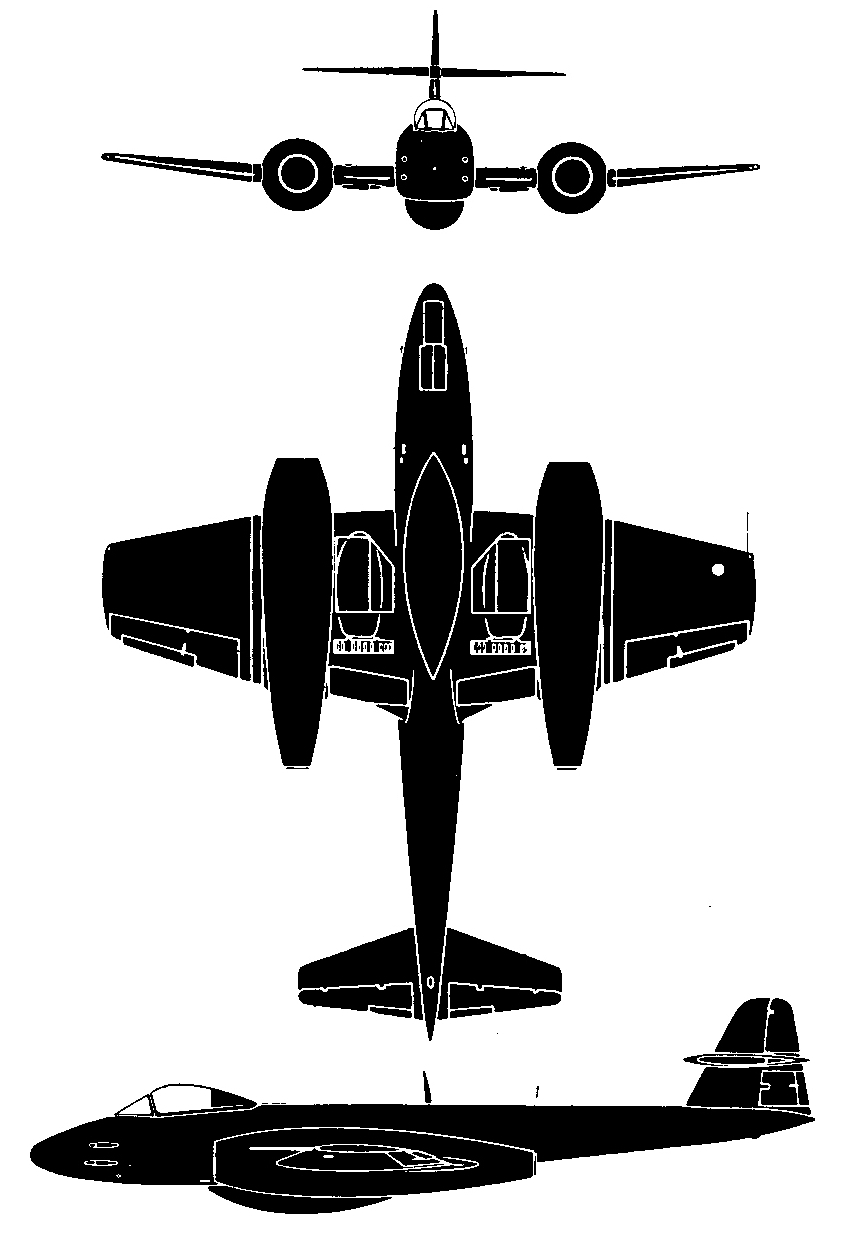
Vistes del Gloster Meteor

Del model Meteor F.8 dades obtingudes del llibre The Great Book of Fighters (El Gran. Llibre dels Avions)
| Mides exteriors | Mides exteriors            |
| --- | -------------------------- |
| longitud total | = 13,59 m                  |
| Amplada total | = 11,32 m                  |
| Alçaria | = 3,96 m                   |
| Superfície alar | = 32,52 m²                 |
| Pes vuit | = 4,846 kg                 |
| Pes màxim al envol | = 7.121 kg                 |
| Prestacions |                            |
| Motor | = 2 Rolls Royce Derwent 8  |
| Característiques | = turboreactor             |
| Empenta | = 1.590 Kg cadascun        |
| Velocitat màxima | = 522 kn (nusos), 965 km/h |
| Autonomia màxima | = 965 km                   |
| Sostre | = 13.100 m                 |
| Velocitat d'ascens | = 2.136 m/min              |
| Relació potència/pes | = 0,45 Kw/kg               |
| Armament i equipament |                            |
| - 4 Canons Hispano-Suiza HS.404 de calibre 20 m/m. - Allotjament sota les ales per conjunt de 3 Coets RP-3 de 27 Kg o 5 Coets HVAR de 130 m/m. - 2 bombes de 454 Kg |                            |

## Variants
Meteor F.9/406 prototips amb numeració correlativa. Equipats amb diferents motoritzacions, el primer vol el 24 de juliol de 1943, i el darrer prototip va efectuar el primer vol el 18 d'abril de 1944.
Meteor F.1Primera producció en sèrie, efectuada entre el 1943 i 1944 de 20 aparells.
Meteor F.1, Trent TurbopropAparell experimental en el que s'hi van instal·lar els motors Trent fabricats per la Rolls Royce, essent el primer avió propulsat pel nou motor de turbohèlice.
Meteor F.2Aparell experimental amb motors diferents.
'Meteor F.3Models equipats amb motors Rolls Royce Derwent 1, Coberta de cabina de pilotatge lliscant. Fabricats 210 aparells, dels quals els 11 primers foren equipats amb motors Rolls Royce Wellland”. El primer vol va tindre lloc l'11 de setembre de 1944.
Meteor F.4489 aparells fabricats per la Gloster Aircraft Company, més 46 fabricats per la Armstrong Whitworth, Motoritzats amb Rolls Royce Derwent 5 i fuselatge reforçat. 50 avions foren exportats a l'Argentina, 48 a Bèlgica, 12 a Egipte, 38 als Països Baixos i 20 a la República Federal d'Alemanya
Meteor FR.5Model de reconeixement d'un Meteor F.4 modificat, amb un muntatge de càmeres en el morro en comptes de canons, i càmeres obliqües en el fuselatge. Aquest aparell va resultar destruït el 15 de juny de 1949 durant el primer vol.
Meteor F.61 aparell proposat d'una modificació del Meteor F.4, mai construït.
Meteor T.7775 aparells d'entrenament derivats del Meteor F.4, dels quals 597 per la RAF, 43 per la Royal Navy, 72 per exportació per països com l'Alemanya, Bèlgica, Brasil, Egipte, França, Israel i Països Baixos. El primer vol es va dur a terme el 18 de març de 1948.
Meteor F.8Modificació del Meteor F.4 amb fuselatge engrandit per encabir-hi més combustible, timó de direcció modificat i seient projectable. Aquest model va ser part important del la primera línia de la RAF en els anys 1950-1954.
Meteor F.8 Prone PilotModel experimental amb la cabina de pilotatge molt avançada i pilot en posició “prona” (tombat sobre la panxa). Modificació d'un Meteor F.8 realitzada per Armstrong Withworth.
Meteor FR.9126 aparells de reconeixement armats, que primer els va fer servir la RAF per després vendre'ls a l'Equador, Israel i Síria. Fabricats per Gloster Aviation Company, derivats del Meteor F.8. El primer vol es va fer el 23 de març de 1950.
Meteor PR.1059 aparells construïts per la RAF, derivats del Meteor F.8. Primer vol Realitzat el 29 de marc de 1950.
Meteor NF.11314 aparells per la RAF (inclosos 3 prototips), més 20 per la Reial Força Aèria Danesa, dissenyats i construïts per Armstrong Whitworth de la variant de caça nocturn equipats amb radar d'intercepció Airbone. Va fer el seu primer vol el 31 de maig de 1950 i va entrar en servei el gener de 1951.
Meteor NF.12100 aparells derivats del Meteor NF.11 construïts també per la Armstrong Whitworth, amb el morro allargat per poder-hi encabir el radar americà AN/APS-21. Primer vol el 21 d'abril de 1953.
Meteor NF.1340 aparells derivats del Meteor NF.11, preparats per servir en zones càlides (tropicalització). Van ser construïts per substituir els  Mosquitos NF.36 que servien en els esquadrons de Malta i Xipre i posteriorment en Egipte. Finalment es van vendre 6 avions a Egipte, 2 a França, 6 a Israel i 6 a Síria. El primer vol es va realitzar el 21 de desembre de 1952.
Meteor NF.141 prototip seguit de 100 aparells més amb morro més lleuger i més llarg, també construïts per Armstrong Whitworth per la RAF. Primer vol el 23 d'octubre de 1953.
Meteor U.1592 Blancs aeris radio controlats, procedents de la modificació del Meteor F.4.
Meteor U.16108 Blancs aeris radio controlats, procedents de la modificació del Meteor F.8.
Meteor TT.2024 aparells Meteor FN.11 modificats com remolcadors de blancs, realitzades per Armstrong Whitworth, 20 per la RAF i 4 per la Reial Força Aèria Danesa.
Meteor U.21Nova transformació en blancs aeris del tipus Meteor NF.11 per la Royal Australian Air Force, alguns foren transformats en Austràlia per la Farey Aviation of Australasia amb kits anglesos.
Avió d'atac a terra1 aparell modificat per la mateixa Gloster Aircraft del model Meteor F.8 amb un canó ventral per l'atac a tancs, i sistema d'enlairament assistit per coets. Primer vol el 4 de setembre de 1950.

## Teatre d'operacions

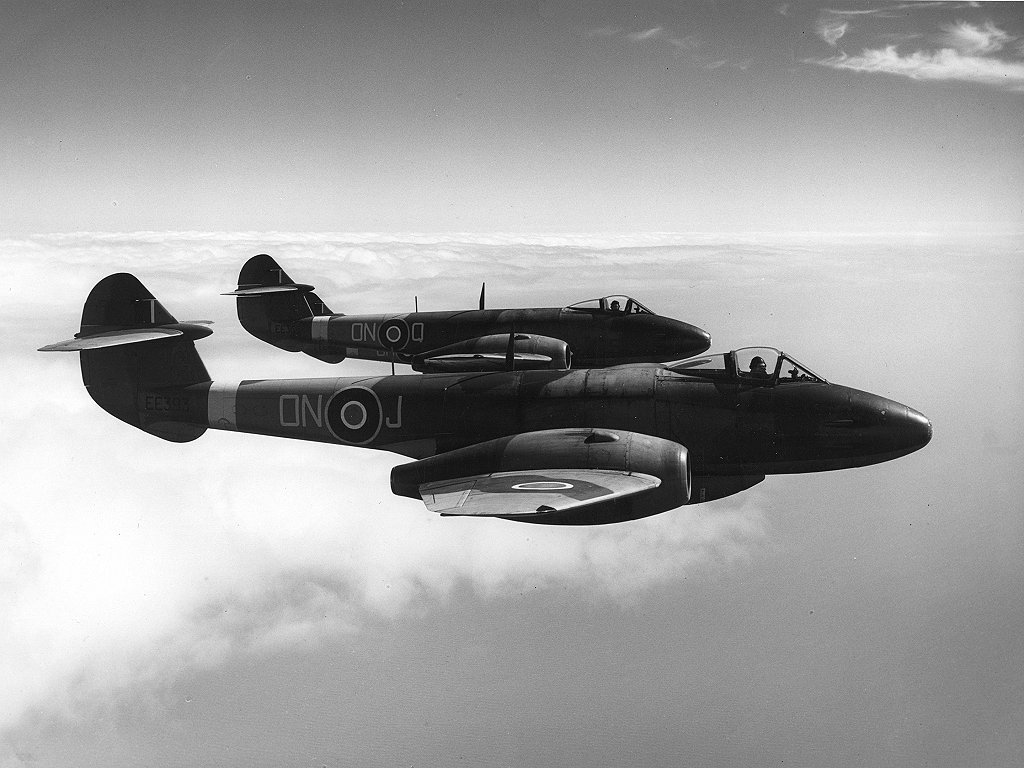
Formació de Gloster Meteor F.3

Com ja s'ha explicat abans els primers Meteor van entrar en servei a l'esquadró núm. 616 de la RAF, i el seu principal paper era com a avió d'entrenament dels pilots, així com per abatre les temudes V-1 amb la prohibició expressa de no sobrevolar el territori enemic, per por que les forces alemanyes poguessin revisar qualsevol aparell abatut. Aquesta prohibició es va estendre fins al final de la Segona Guerra Mundial, i també es va procurar que l'exèrcit soviètic tampoc conegués l'existència d'aquest avió. La primera V-1 es va abatre el 4 d'agost de 1944
No va ser fins al gener de 1945, amb l'entrada en escena del model Meteor F.3, que es van traslladar els primers Meteors en sol europeu, i més concretament en el sol de Bèlgica, a on va continuar les restriccions de sobrevolar certs territoris, com ja s'ha explicat abans. Pot ser aquest motiu i l'escassetat del seu oponent el Messerschmitt Me 262 el que va causar que no s'enfrontessin mai, pro si que va servir per proposar noves maneres per defensar els bombarders aliats dels atacs fulgurants dels nous jets.
També consta que hi va haver intercanvi amb els americans per avaluar el seu model Bell P-59 Airacomet.
Acabada la Segona Guerra Mundial aquest avió va continuar la seva vida activa en diferents marcs tant en la Guerra de Corea com papers destacats en països sud-americans en pagament dels deutes contrets per Anglaterra durant la guerra. En ser el primer avió de reacció del que podríem anomenar els “països lliures”, es va aprofitar molt la seva vida útil sent retirat l'últim esquadró de primera línia l'abril de 1957. El Meteor va ser utilitzat encara, tant com a entrenador avançat, per la nova tongada de pilots de molts països, com per a remolcar blancs fins al 1982.

## Supervivents

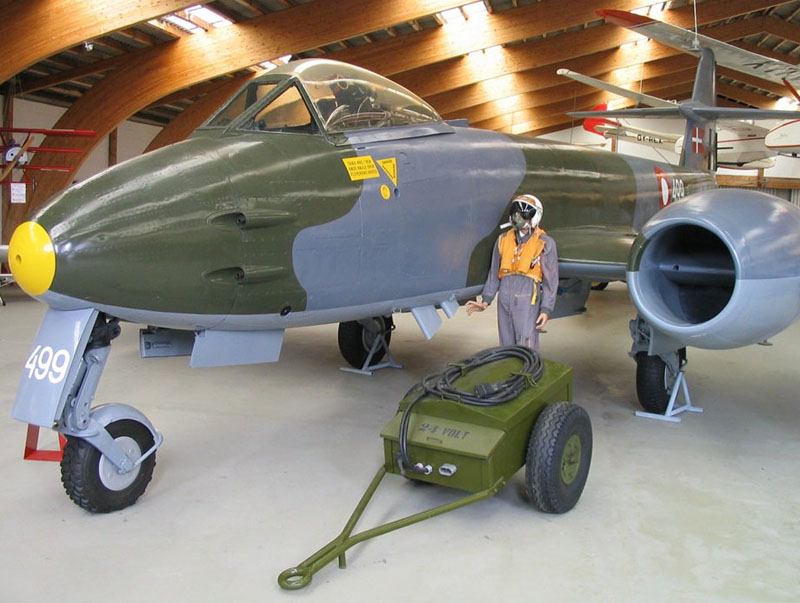
Meteor exposat en el museu de Stauning Alemanya, en el que s'aprecia com el primer llarguer del ala que travessa el compartiment del motor

Afortunadament hi ha molts “Meteors” conservats, la majoria d'ells exposats en museus o sobre monuments. Hi ha molts menys en estat de vol o en procés de restauració, i la majoria d'ells està en països anglòfons, a on hi ha una cultura de conservació molt més alta que al nostre país, on es considera la conservació d'objectes històrics com un malbaratament de recursos i de temps.
En estat de Vol
Austràlia, un sol exemplar de Meteor F.8.
Regne Unit tres Meteor T.7 i un Meteor TT.20.
En restauració
Dinamarca un exemplar de Meteor F.4.
Estats Units un aparell del model Meteor F.4.
Malta un Meteor T.7.
Regne Unit dos aparells Meteor T.7 i un altre model Meteor F.8.
Suècia un aparell model Meteor T.7.
Resten encara molts més aparells exposats a diversos museus de tot el món, encara que els catalans tenim la sort de poder-nos dirigir fins a Tolosa de Llenguadoc a on podrem admirar un Meteor NF.11, en el museu Ailes Anciennes Toulouse, prop de l'Aeroport de Tolosa-Blanhac.

## Avions similars
- Heinkel He 280
- Messerschmitt Me 262
- Bell P-59 Airacomet
- Lockheed P-80 Shooting Star
- Caproni Campini N.1
- Nakajima J9Y
- Nakajima Ki-201
- Sukhoi Su-9